# Рошіору
Рошіору (рум. Roșioru) — село у повіті Бузеу в Румунії. Входить до складу комуни Кокірлянка.
Село розташоване на відстані 115 км на північний схід від Бухареста, 21 км на схід від Бузеу, 78 км на захід від Галаца, 124 км на південний схід від Брашова.

## Населення
За даними перепису населення 2002 року у селі проживали 770 осіб, усі — румуни. Усі жителі села рідною мовою назвали румунську.